# 2B1 Oka
Le 2B1 Oka (en russe : 2Б1 Ока) est un canon automoteur soviétique de calibre 420 mm.

## Description
Son canon de 20 mètres lui permet de tirer un obus de 750 kg jusqu'à 45 km avec une cadence d'un tir toutes les cinq minutes.
Son prototype est réalisé en 1957 et son développement se poursuit jusqu'en 1960 où le développement de missiles tactiques, comme le 2K6 Luna (en), prit la relève.